# Roberto Hernández (basebollspelare)
För andra betydelser, se Roberto Hernandez.
Artikeln följer den spanska namnseden; faderns efternamn är Hernández och moderns efternamn Heredia.
Roberto Hernández Heredia (tidigare känd som Fausto Carmona), född den 30 augusti 1980 i Santo Domingo, är en dominikansk före detta professionell basebollspelare som spelade elva säsonger i Major League Baseball (MLB) 2006–2016. Hernández var högerhänt pitcher.

## Karriär

### Major League Baseball

#### Cleveland Indians

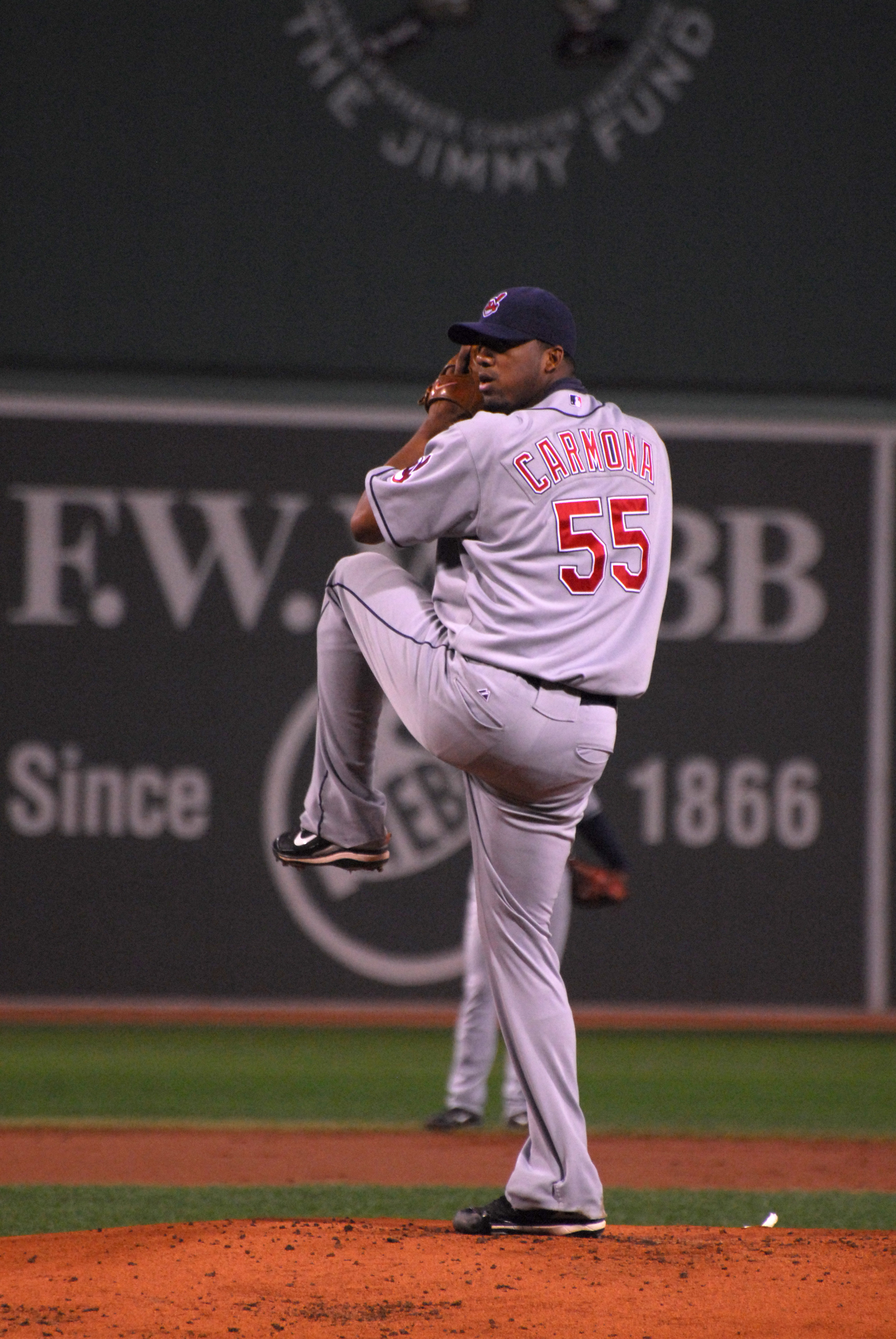
Hernández (under namnet Carmona) i Cleveland Indians dräkt 2008.

Hernández skrev på för Cleveland Indians i december 2000 och gjorde proffsdebut i klubbens farmarklubbssystem 2002. Han debuterade för Indians i MLB den 15 april 2006.
2007 slog Hernández igenom med en mycket bra säsong för Indians. Han vann 19 matcher och hade en earned run average (ERA) på 3,06. Båda dessa siffror var näst bäst i American League. I slutspelet deltog Hernández både i semifinalen i American League, American League Division Series (ALDS), mot New York Yankees, som Indians vann, och i finalen, American League Championship Series (ALCS), mot Boston Red Sox, som Indians förlorade. Hernández kom fyra i omröstningen till Cy Young Award, priset till ligans bästa pitcher.
Den 10 april 2008 skrev Hernández på ett fyraårskontrakt värt 15 miljoner dollar med Indians, med möjlighet för klubben att förlänga kontraktet med ett år i taget i ytterligare tre år. Kontraktet var värt upp till 48 miljoner dollar sammanlagt. 2008 års säsong blev dock en besvikelse med bara åtta vinster och en ERA på 5,44 på 22 matcher. 2009 gick ännu sämre då han var 5-12 (fem vinster och tolv förluster) med en ERA på 6,32 på 24 matcher. 2010 spelade Hernández bättre och vann 13 matcher med en ERA på 3,77 på 33 matcher. För första gången sedan 2007 nådde Hernández över 200 innings pitched. Han togs också för första och enda gången ut till all star-matchen i juli. 2011 var sista garanterade året av Hernández kontrakt med Indians, men han lyckades inte bibehålla sitt fina spel från föregående säsong. I stället var han 7-15 med en ERA på 5,25 på 32 matcher. Hans ERA var det näst högsta för en pitcher med minst 32 starter i Indians då 111-åriga historia.
Trots Hernández ojämna spel utnyttjade Indians efter 2011 års säsong sin möjlighet att förlänga kontraktet med ett år för sju miljoner dollar. Bara några månader senare, i januari 2012, rapporterades det att Hernández, som dittills kallat sig Fausto Carmona, använt sig av en falsk identitet under sin karriär. Hans riktiga namn kom nu fram och hans ålder visade sig vara tre år äldre än han tidigare uppgett. De dominikanska myndigheterna gick med på att inte åtala honom för att han använt falsk identitet, medan Indians å sin sida omförhandlade hans kontrakt i förhoppningen att det skulle leda till att han inte blev avstängd av MLB. Hans lön för 2012 sänktes från sju miljoner dollar till 2,5 miljoner dollar och hans lön för 2013, om klubben skulle utnyttja sin option, sänktes från nio miljoner dollar till sex miljoner dollar. Klubbens option för 2014 ströks. Hernández återkom till USA i juli 2012 samtidigt som MLB bestämde att han skulle vara avstängd i tre veckor innan han fick göra comeback för Indians. Hans insats 2012 var inte bra; han var 0-3 med en ERA på 7,53 på tre matcher. Inte särskilt överraskande valde Indians att inte förlänga kontraktet med honom och han blev i stället free agent.

#### Tampa Bay Rays

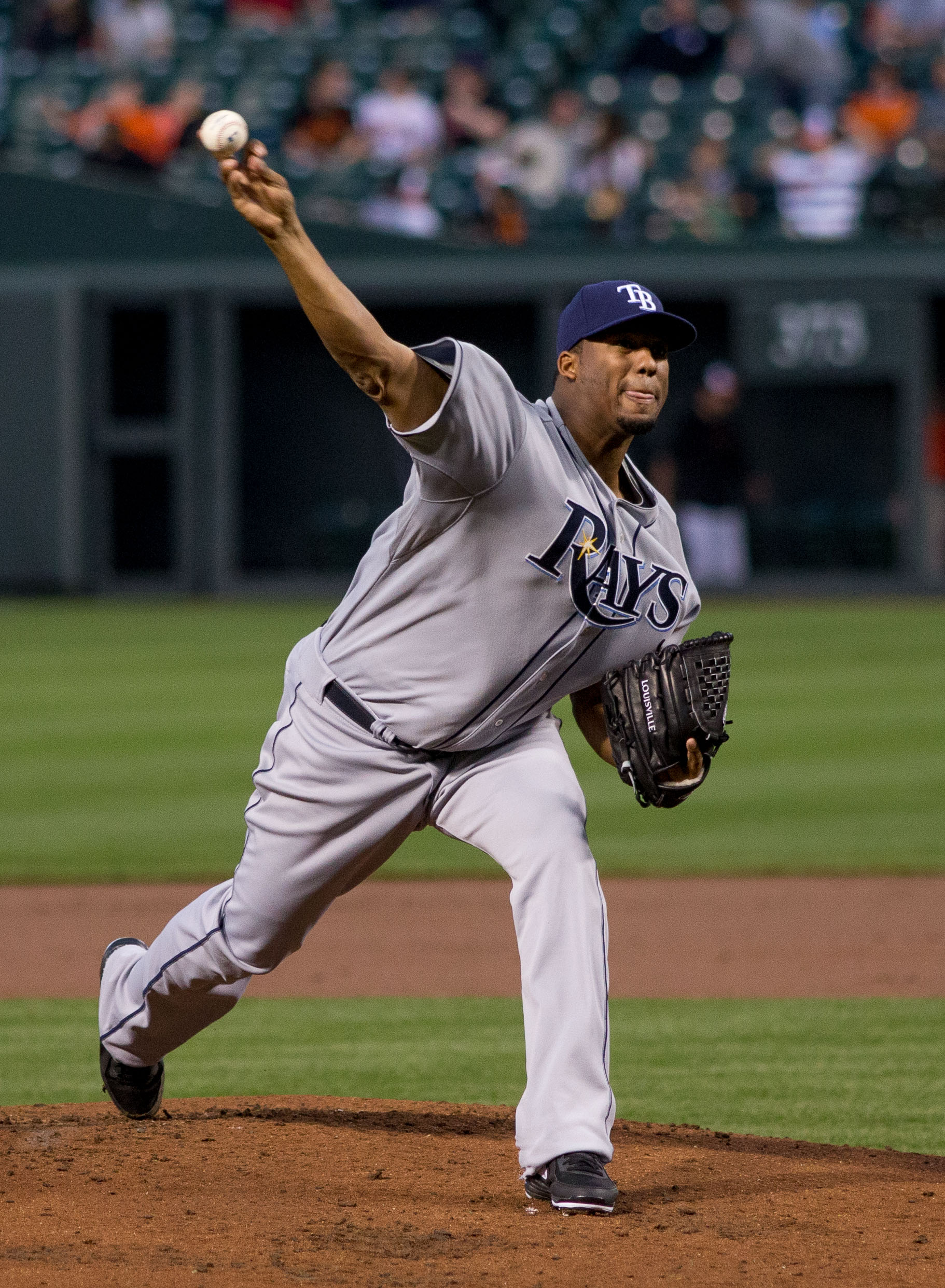
Hernández i Tampa Bay Rays dräkt 2013.

I december 2012 skrev Hernández på ett ettårskontrakt värt åtminstone 3,25 miljoner dollar med Tampa Bay Rays. Han tog en plats som ordinarie startande pitcher för Rays och vann den 21 april 2013 sin första match i MLB sedan den 20 september 2011, en period om 579 dagar. Den 30 juli pitchade han sin första complete game sedan 2010. För 2013 var han 6-13 med en ERA på 4,89 på 32 matcher, varav 24 starter. Efter säsongen blev han återigen free agent.

#### Philadelphia Phillies

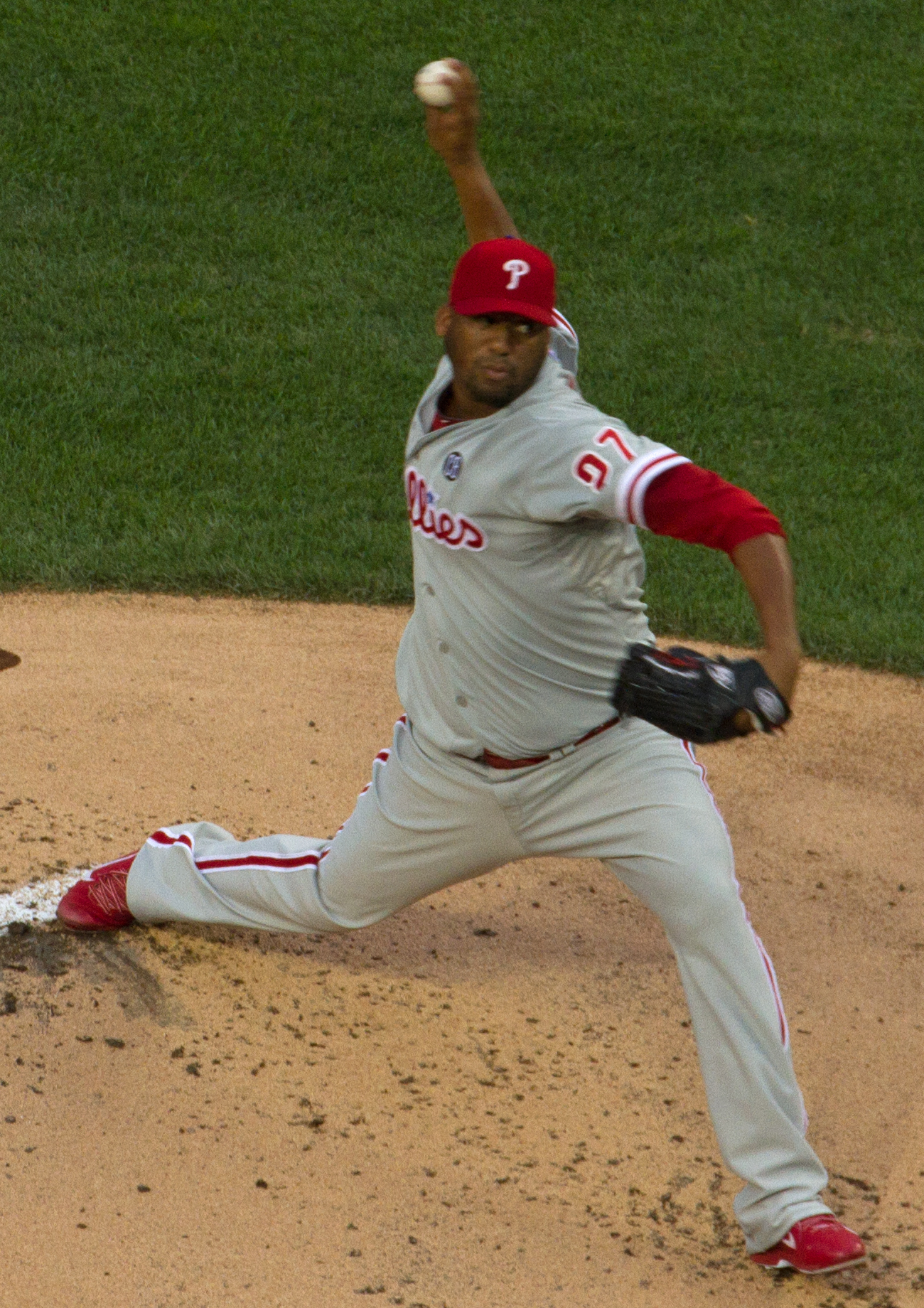
Hernández i Philadelphia Phillies dräkt 2014.

I december 2013 skrev Hernández på ett ettårskontrakt värt åtminstone 4,5 miljoner dollar med Philadelphia Phillies. Han blev dock inte långvarig i klubben. Redan i början av augusti 2014 bytte Phillies bort honom till Los Angeles Dodgers. Under sin tid för Phillies var han 6-8 med en ERA på 3,87 och 75 strikeouts på 23 matcher, varav 20 starter.

#### Los Angeles Dodgers
Hernández gjorde nio starter för Dodgers under resten av grundserien och var 2-3 med en ERA på 4,74. Sett över hela säsongen 2014 var han 8-11 med en ERA på 4,10 och 105 strikeouts på 32 matcher, varav 29 starter. Efter säsongen blev han free agent.

#### Houston Astros
I februari 2015 skrev Hernández på ett minor league-kontrakt med Houston Astros och bjöds in till klubbens försäsongsträning. Han lyckades ta en plats som en av Astros fem starting pitchers, men i slutet av juli petades han ur spelartruppen. Han var 3-5 med en ERA på 4,36 på 20 matcher, varav elva starter, för Houston.

#### Toronto Blue Jays
Hernández skrev på ett minor league-kontrakt med Toronto Blue Jays inför 2016 års säsong och bjöds in till klubbens försäsongsträning, men när han inte lyckades ta en plats i spelartruppen utnyttjade han en möjlighet att bryta kontraktet. Strax efter skrev han dock på för Blue Jays igen, men han fick bara spela för klubbens högsta farmarklubb Buffalo Bisons innan han släpptes i början av juli.

#### Atlanta Braves
Senare i samma månad skrev Hernández på ett minor league-kontrakt med Atlanta Braves och i början av augusti kallades han upp till moderklubben. Efter bara två starter släpptes han dock och han spelade aldrig någon mer match i MLB.